# Италия (стихотворение)
«Ита́лия» — стихотворение Николая Васильевича Гоголя. Гоголь отнёс это произведение в редакцию, через несколько недель после своего прибытия. Опубликовано 23 марта 1829 года без подписи в журнале Булгарина и Греча «Сын отечества и Северный архив» (т. II, № XII, стр. 301—302) (цензурное разрешение 22 февраля 1829 г.).
Рукописей его не сохранилось. Печатается по тексту «Сына отечества».
Прошло совершенно незамеченным. Тем не менее это стихотворение стало первой публикацией Гоголя.
Следующее поэтическое произведение Гоголя, поэма «Ганц Кюхельгартен» вышла только в июне 1829 года.